# Cattedrale dell'Epifania (Polack)
La cattedrale dell'Epifania (in bielorusso: Богаяўленскі сабор) è la cattedrale ortodossa di Polack, in Bielorussia, sede dell'eparchia di Polack e Hlybokae.

## Storia
Nel 1761 i monaci cominciarono la costruzione della cattedrale della Santa Epifania, edificio in pietra in stile barocco, consacrato il 5 agosto del 1777, infine completato nel 1779. Nel 1839 ha subito opere di restauro. Sotto l'Unione Sovietica la cattedrale è stata trasformata in una palestra, quindi dal 1981 in galleria d'arte e nel 1991 restituita al culto.